# Konrad Zander
Konrad Zander (* 9. März 1883 in Kolberg; † 3. Februar 1947 in Leschnewo in Russland) war ein deutscher Konteradmiral der Reichsmarine. Aufgrund seiner Erfahrungen mit Marinefliegern wechselte er 1935 zur Luftwaffe und erreichte während des Zweiten Weltkriegs den Dienstgrad General der Flieger.

## Karriere

### Kaiserliche Marine und Erster Weltkrieg
Zander trat am 10. April 1901 als Seekadett in die Kaiserliche Marine ein. Er absolvierte die Grundausbildung und anschließend die Basisausbildung bis zum 31. März 1902 auf der als Schulschiff genutzten Gedeckten Korvette Stosch. Am 22. April 1902 wurde er zum Fähnrich zur See ernannt. Daraufhin kam er zur weiteren Ausbildung an die Marineschule in Flensburg-Mürwik und absolvierte ab dem 1. April 1902 spezielle Kurse in Artillerie-, Infanterie- und Torpedowesen.
Danach versah Zander ab dem 1. Oktober 1903 zunächst Dienst auf dem Linienschiff Kaiser Karl der Große und wurde am 29. September 1904 zum Leutnant zur See befördert. Anschließend war er als Kompanieoffizier zum I. Torpedobataillon kommandiert und tat während dieser Dienstzeit mehrfach wochenweise Dienst als Wachoffizier auf verschiedenen Großen Torpedobooten. Am 19. Juli 1906 erfolgte die Beförderung zum Oberleutnant zur See. Ab dem 1. Oktober 1906 war Zander dann Erster Offizier auf der Stationsyacht Carmen und wechselte am 1. Oktober 1908 als Wachoffizier auf das Linienschiff Deutschland. Vom 15. September 1910 an versah Zander erneut Dienst als Kompanie-Offizier, diesmal bei der 1. Torpedodivision und kommandierte während dieser Verwendung auch zweimal Große Torpedoboote (S 131 vom 29. September 1910 bis zum 3. Januar 1911 und S 128 vom 4. Januar 1911 bis zum 6. August 1913). Während dieser Dienstzeit wurde er am 25. April 1912 zum Kapitänleutnant befördert. Vom 1. Oktober 1913 bis zum 30. Juni 1914 absolvierte Zander dann den ersten Teil der Ausbildung an der Marineakademie und wurde anschließend zur Verwendung der I. Marineinspektion gestellt.
Inzwischen war der Erste Weltkrieg ausgebrochen und Zander übernahm ab dem 8. September zunächst das Große Torpedoboot V 181 und später V 183 der 15. Torpedo-Halbflottille als Kommandant. Am 20. November 1915 wechselte er dann auf
V 47 der Torpedobootflottille Flandern. Spätestens in dieser Dienststellung lernte Zander beim Marinekorps Flandern die Kooperation von Seestreitkräften mit Wasserflugzeugen kennen. Im September 1917 wurde Zander dann zum Kommandeur der II. Zerstörer-Halbflottille Flandern ernannt. In dieser Dienststellung erlebte er auch das Kriegsende.

### Reichsmarine
Nach Ende des Krieges verblieb Zander in der Marine und war kurzzeitig als Kommandeur zunächst der 1. Eskort-Halbflottille (Dezember 1918 bis März 1919), dann der I. Minensuch-Halbflottille (März und April 1919) und schließlich der I. Minensuchhalbflottille der Nordsee (April bis Juli 1919) tätig. Danach wurde er zur Verwendung des Chefs der Marinestation der Nordsee gestellt und am 8. März 1920 zum Korvettenkapitän befördert. Ab dem 3. September 1920 wurde Zander dann als Leitender Offizier bzw. ab dem 16. September als Stabsoffizier im Stab der Marineschule Mürwik eingesetzt. Anschließend folgte für Zander eine Verwendung als Chef der I. Torpedobootsflottille in Swinemünde ab dem 28. März 1923 und am 1. April 1926 die Beförderung zum Fregattenkapitän. Am 27. September 1926 wurde Zander Chef des Stabes der Inspektion des Torpedo- und Minenwesens (T.M.I.) und in dieser Dienstzeit am 1. Oktober 1928 zum Kapitän zur See befördert. Anschließend war er ab dem 20. September 1929 als Chef der Abteilung Luftverteidigung der Marineleitung und ab dem 1. Oktober 1932 als Inspekteur des Torpedo- und Minenwesens der Reichsmarine eingesetzt, zeitgleich wurde er zum Konteradmiral befördert. In dieser Dienststellung, die Zander bis zum 31. März 1934 innehatte, übernahm er mehrfach vertretungsweise auch die Leitung der Inspektion des Bildungswesens der Marine (B.I.).

### Wechsel zur Luftwaffe
Mit der Wiederaufrüstung, die 1933 zunächst heimlich, ab 1935 dann offen einsetzte, wurden auch wieder Seefliegerkräfte aufgestellt. Da er aufgrund von vorhergehenden Dienststellungen Erfahrungen mit Marinefliegerverbänden gesammelt hatte, wurde Zander mit Wirkung vom 1. April 1934 zu der Seeflug-Versuchsanstalt (SEVERA) überstellt, einer Tarnorganisationen zur Entwicklung von der Marine benötigter Flugzeugtypen und zum Training von Piloten, die zusammen mit der Lufthansa betrieben wurde. Zander fungierte hier als Leiter des SEVERA-Standorts Kiel-Holtenau, auch Luftamt genannt. Auf Druck Hermann Görings („Alles was fliegt, gehört mir!“) war absehbar, dass die Marineflieger kein eigenständiger Teil der Kriegsmarine werden würden. Zander wurde daher in die am 1. März 1935 gegründeten Luftwaffe übernommen und erhielt am selben Tag den Dienstgrad eines Generalmajors. Am 1. April 1935 wurde er Kommandierender General und Befehlshaber des Luftkreiskommandos VI (See), das zur Luftflotte 2 gehörte und wurde zeitgleich zum Generalleutnant befördert. Die Beförderung zum General der Flieger erfolgte am 1. Oktober 1936. Ab dem 1. Februar 1938 war Zander dann Kommandierender General der Luftwaffe (See), bevor er am 28. Februar 1939 pensioniert wurde. Allerdings wurde er bereits einen Tag später zur Verfügung der Luftwaffe gestellt.

### Zweiter Weltkrieg
Am 28. März 1941 wurde Zander reaktiviert und als General der Flieger zur besonderen Verwendung (z. b. V.) beim Kommando der Luftflotte 4 eingesetzt. Ab dem 10. September 1942 war er Fliegerführer Süd auf der Krim im Süden der Ostfront, ab Dezember 1942 umbenannt in Seefliegerführer Schwarzes Meer. Zander ging am 31. März 1943 in Pension, geriet allerdings trotzdem am 2. Mai 1945 in sowjetische Kriegsgefangenschaft, während der er am 3. Februar 1947 im Lager Leschnewo (bei Iwanowo) verstarb.